# Majskij rajon (Cabardino-Balcaria)
Il Maiskij rajon (in russo Майский район?) è un municipal'nyj rajon della Repubblica autonoma della Cabardino-Balcaria, in Russia. Istituito nel 1937, occupa una superficie di circa 384,76 chilometri quadrati, ha come capoluogo Maiskij e conta circa 40.000 abitanti.